# 巴雅塔斯
14°42′55″N 121°06′21″E / 14.71528°N 121.10583°E

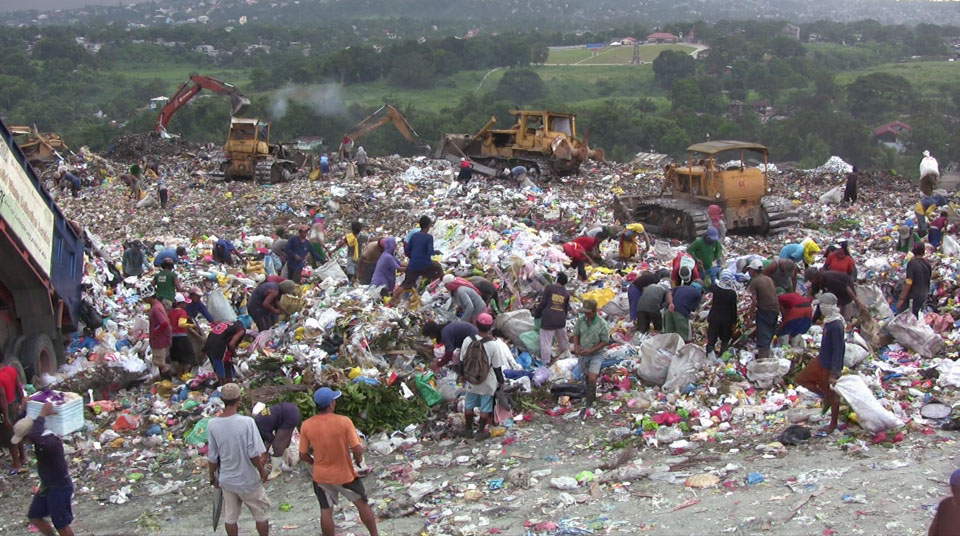
巴雅塔斯垃圾堆填區（攝於2007年）

巴雅塔斯是位於菲律賓馬尼拉奎松市的一個社區，所在之處有一個佔地50英畝的垃圾堆填區，因而亦被稱為「第二個斯莫基山」。
2000年7月11日發生了一次山泥傾瀉般的垃圾倒塌事件，官方數字聲稱218人死亡及300人失蹤。依照拾荒者的要求，災難後數月堆填區已經繼續運作，迄今仍然是菲律賓最大的開放式垃圾場。當局採取了一些措施改善垃圾場的安全，包括：垃圾堆放的角度已經由從前的70度大幅降低到40度，14歲以下的兒童禁止入內拾荒，垃圾分解發出的甲烷亦得到收集並用以發電。
2010 年 12 月，垃圾填埋場關閉。 2011 年 1 月，在舊露天垃圾場附近建立了一個具有更嚴格廢物管理政策的單獨垃圾填埋場。 該垃圾場於 2017 年 12 月關閉，以便根據環境管理局 2017 年 8 月 2 日發布的命令，審查垃圾場運營商 IPM Environmental Services 的環境合規證書。